# Ommata vicina
Ommata vicina là một loài bọ cánh cứng trong họ Cerambycidae.